# 土浮干拓
土浮干拓（つちうきかんたく）は、千葉県佐倉市の大字。2017年10月31日現在の人口は0人。郵便番号285-0000。

## 交通
県道406号（八千代印旛栄自転道）

## 地理
北は印西市瀬戸干拓、北東は印西市山田干拓一区、東は萩山新田干拓、南東は萩山新田、南は土浮、南西は飯野干拓、西は印西市師戸干拓、北西は印西市鎌苅干拓に隣接している。
印旛沼に面している

## 小・中学校の学区
市立小・中学校に通う場合、学区は以下の通りとなる。
| 地域 | 小学校             | 中学校             |
| ---- | ------------------ | ------------------ |
| 全域 | 佐倉市立内郷小学校 | 佐倉市立佐倉中学校 |

## 施設
- 土浮補給機場